# Acte formaliste unilatéral
Pour les articles homonymes, voir Poll.
Un acte formaliste unilatéral (anglais: deed poll, pluriel: deeds poll) est un acte sous seing privé de la common law anglaise, passé devant témoins afin d'exprimer une intention juridique. Ce n'est pas un contrat car il lie seulement une partie et il exprime une intention plutôt qu'une promesse.

## Utilisation pour le changement de nom
Lorsqu'il effectue un changement de prénom ou de nom légal, il est appelé Deed of change of name. 
Ce document n'est pas établi par une autorité publique ou officielle, mais par celui qui a changé son nom, et il est valide dès lors que le document satisfait les formalités de la passation d'un deed. 
Le droit du nom anglais, s'appuyant sur les règles de la common law, ne connaît pas de restrictions imposées par le droit public, comme c'est le cas dans le monde du droit romano-germanique, par exemple en France, en Allemagne, en Italie, en Espagne, aux Pays-Bas, en Suisse ou en Autriche, où il est plutôt difficile de changer officiellement de nom. En plus, le droit anglais n'a pas la notion de « nom légal » — celui-ci n'étant que le nom d'usage ordinairement utilisé dans les actes juridiques ; ce n'est donc pas nécessairement le nom de naissance. Toute personne juridique a le droit de changer son nom sans restriction, pourvu qu'elle ne poursuive aucune intention frauduleuse.

## Autres utilisations
(juillet 2020).
Si vous disposez d'ouvrages ou d'articles de référence ou si vous connaissez des sites web de qualité traitant du thème abordé ici, merci de compléter l'article en donnant les références utiles à sa vérifiabilité et en les liant à la section « Notes et références ».
Une autre utilisation courante de l'acte formaliste unilatéral  est pour découper les terres. Cette forme d'acte formaliste unilatéral est couramment utilisée à Hong Kong.
Un acte formaliste unilatéral peut être utilisé par les membres du clergé de l'Église d'Angleterre pour renoncer à leurs vœux religieux.